# (11441) Anadiego
(11441) Anadiego es un asteroide perteneciente al cinturón de asteroides descubierto por Mario Reynaldo Cesco el 31 de diciembre de 1975 desde el observatorio de El Leoncito, Argentina.

## Designación y nombre
Anadiego recibió inicialmente la designación de 1975 YD.
Posteriormente, en 2011, se nombró en honor de la estudiante de astronomía argentina Ana Teresa Diego, desaparecida en 1976.

## Características orbitales
Anadiego está situado a una distancia media del Sol de 2,561 ua, pudiendo alejarse hasta 3,222 ua y acercarse hasta 1,901 ua. Tiene una excentricidad de 0,2579 y una inclinación orbital de 12,29 grados. Emplea 1497 días en completar una órbita alrededor del Sol. El movimiento de Anadiego sobre el fondo estelar es de 0,2404 grados por día.

## Características físicas
La magnitud absoluta de Anadiego es 12,8 y el periodo de rotación de 3,179 horas.